# Николаевский сельсовет (Кармаскалинский район)
Никола́евский сельсове́т — муниципальное образование в Кармаскалинском районе Башкортостана.
Административный центр — село Константиновка.

## История
Согласно «Закону о границах, статусе и административных центрах муниципальных образований в Республике Башкортостан» имеет статус сельского поселения.

## Население
| 2002  | 2009  | 2010  | 2012  | 2013  | 2014  | 2015  |
| ----- | ----- | ----- | ----- | ----- | ----- | ----- |
| 2818  | ↘2663 | ↗2675 | ↘2671 | ↗2679 | ↗2682 | ↗2696 |
| 2016  | 2017  | 2018  |       |       |       |       |
| ↗2709 | ↗2733 | ↘2712 |       |       |       |       |

## Состав сельского поселения
| № | Населённый пункт | Тип населённого пункта          | Население |
| - | ---------------- | ------------------------------- | --------- |
| 1 | Константиновка   | деревня, административный центр | ↗1691     |
| 2 | Николаевка       | село                            | ↘854      |
| 3 | Ульяновка        | деревня                         | ↗100      |
| 4 | Кальмовка        | деревня                         | ↘30       |

## Исполнительная власть
Администрация сельского поселения Николаевский сельсовет: Россия, 453026, Башкортостан, Кармаскалинский район, д. Константиновка, Кооперативная ул.